# Прітцир
Прітцир (нім. Pritzier) — громада в Німеччині, розташована в землі Мекленбург-Передня Померанія. Входить до складу району Людвігслуст-Пархім. Складова частина об'єднання громад Гагенов-Ланд.
Площа — 19,29 км2. Населення становить 400 ос. (станом на 31 грудня 2020).

## Галерея

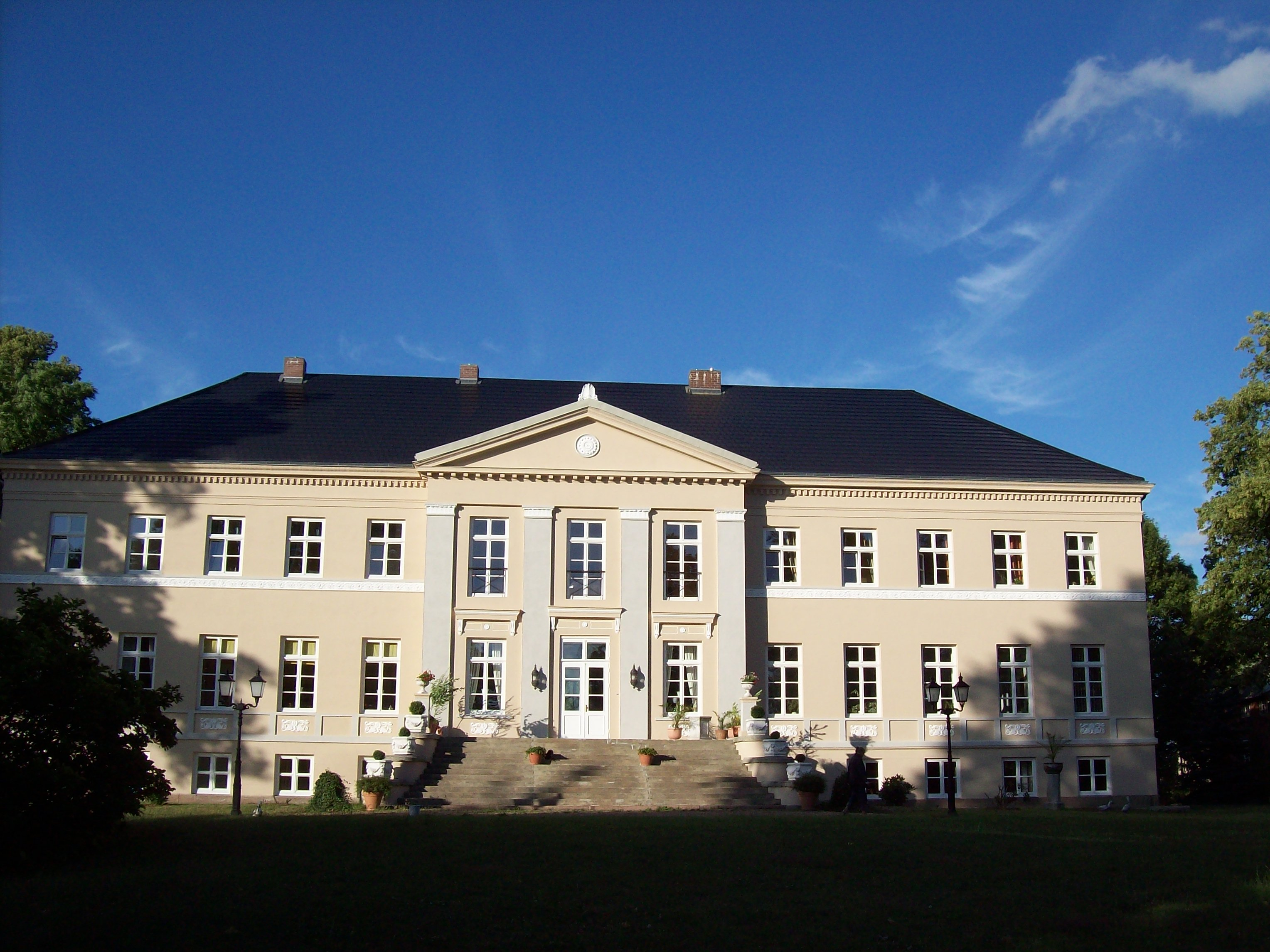
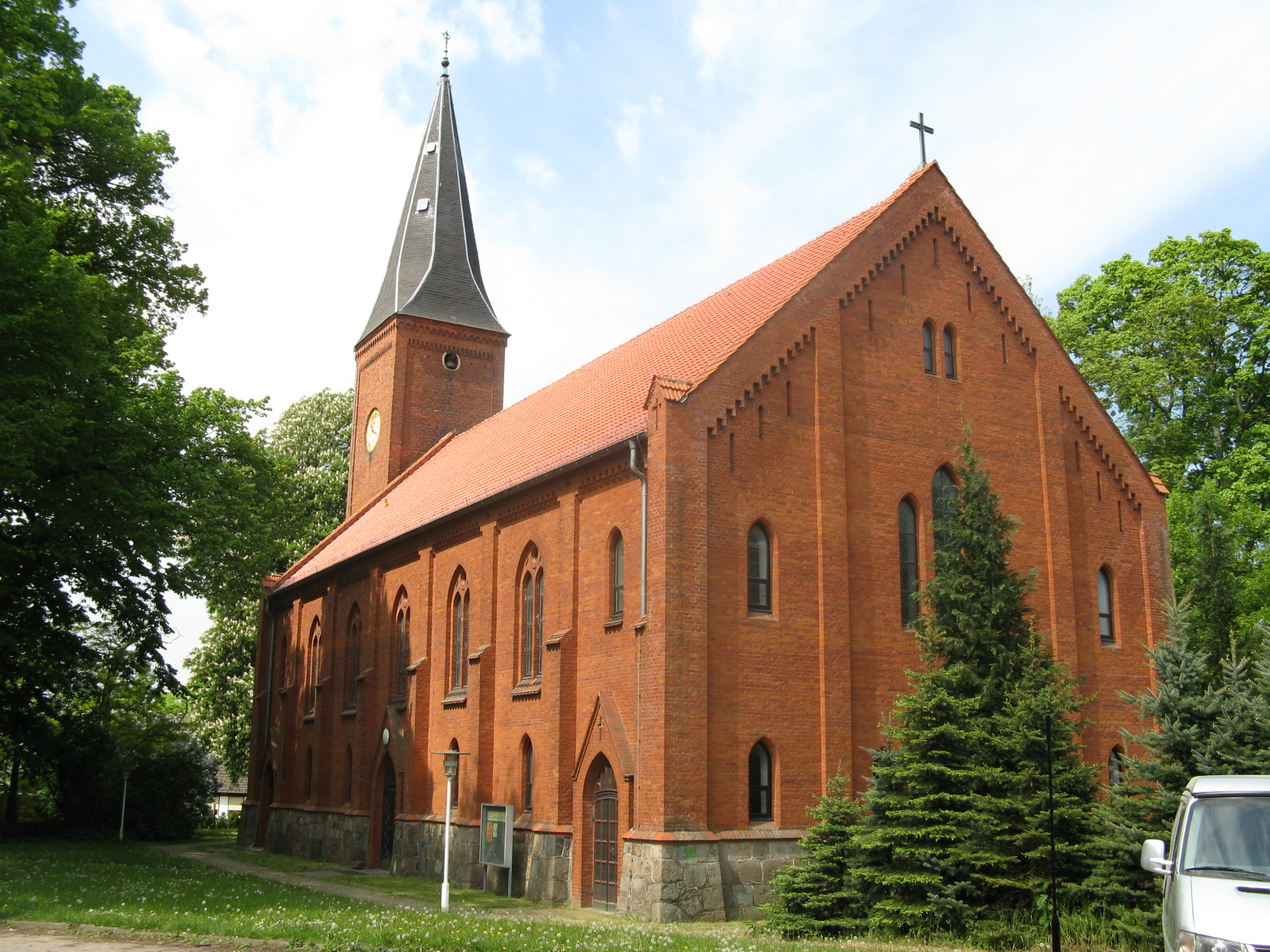
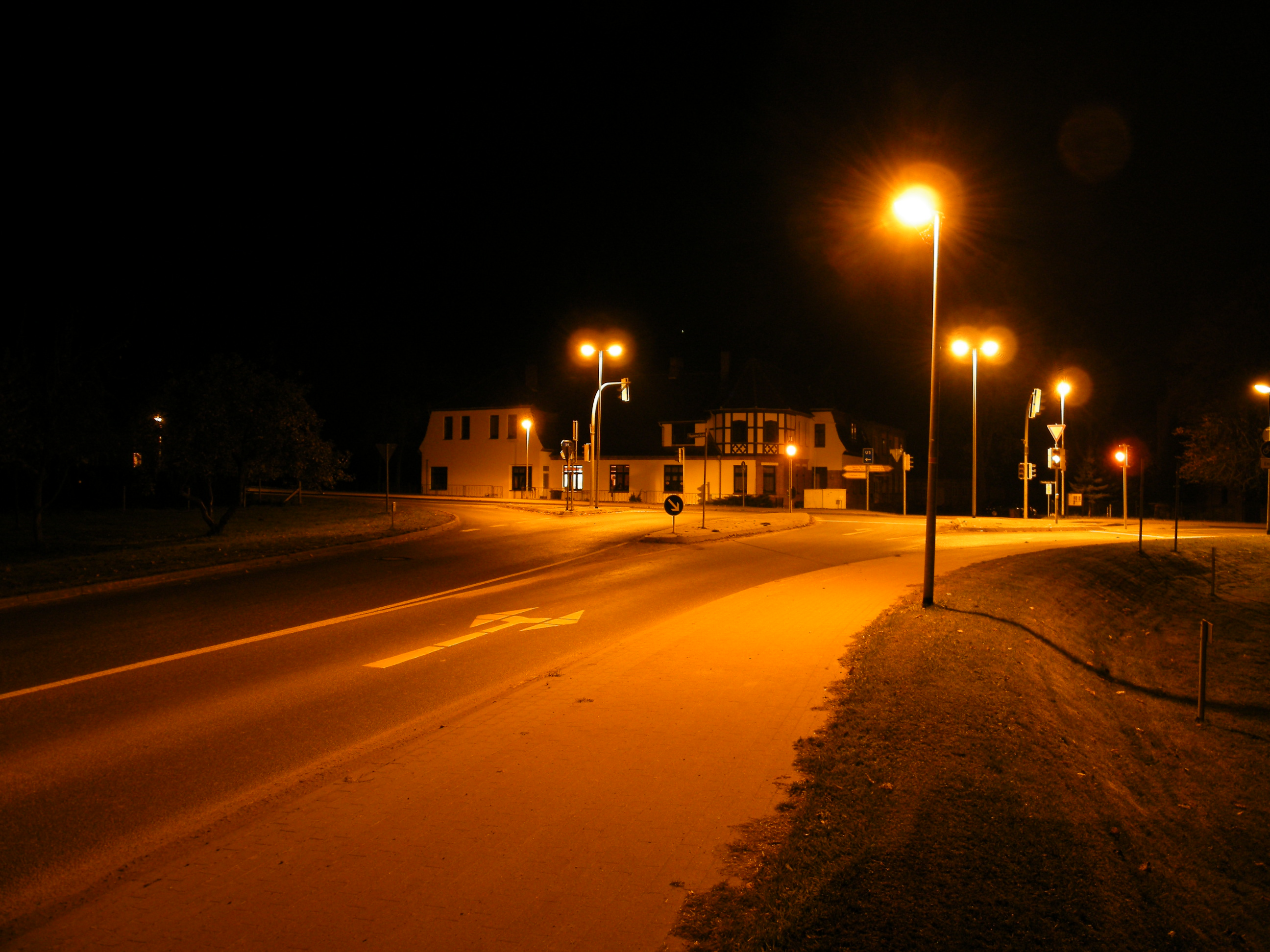
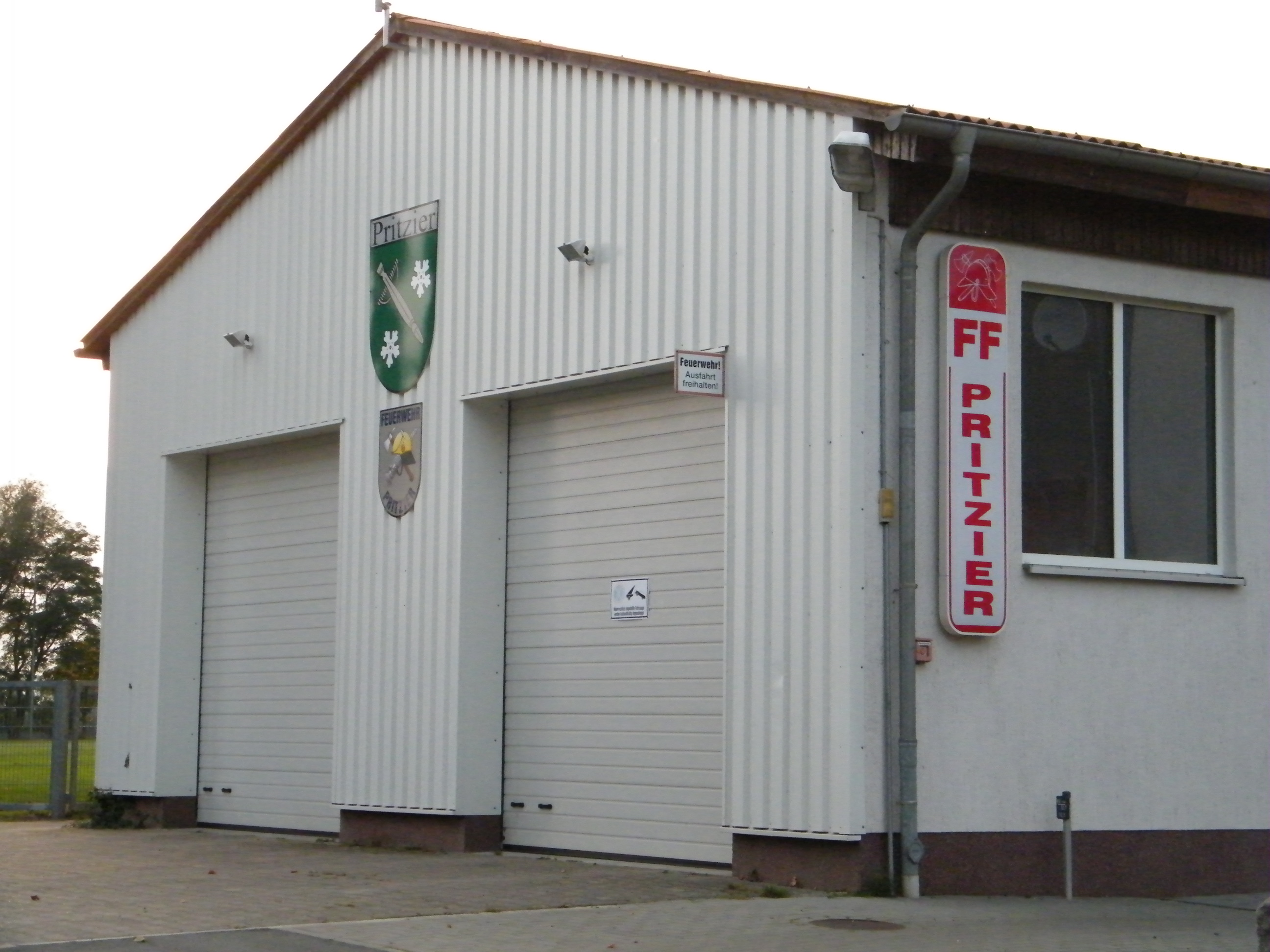